# Ignacio de la Concha
Ignacio de la Concha Martínez (Villaviciosa, Asturias, 17 de febrero de 1916-Oviedo, 7 de octubre de 2000) fue un jurista, escritor y profesor universitario español de ideología conservadora y tradicionalista; vinculado al Opus Dei hasta finales de los años 50, colaboró a la expansión de la Obra por América.

## Biografía
Nació en la localidad asturiana de Villaviciosa en 1916, en el seno de una conocida familia de la burguesía intelectual asturiana. Su padre, Carlos de la Concha García-Ciaño, fue médico, forense, político, escritor y poeta. Su madre Asunción Martínez Pando, también de Villaviciosa; tuvo dos hermanos y una hermana: Asunción, Eloy y Eladio. Durante sus años de estudiante universitario se trasladó a Valladolid, donde se licenció en la Facultad de Derecho de la  Universidad vallisoletana. Allí conoció el Opus Dei y solicitó su admisión en la primavera de 1940.
Realizó el doctorado en Derecho, obteniendo premio extraordinario (1943), con una tesis sobre "La Presura: La ocupación de tierras en los primeros siglos de la Reconquista", que defendió en la Universidad Central de Madrid. Allí conoció a los catedráticos: Galo Sánchez, José López Ortiz y Alfonso García-Gallo —director de su tesis doctoral—.
Fue profesor ayudante y auxiliar en las universidades de Valladolid y Madrid; y becario del Instituto Francisco de Vitoria del CSIC. Ganó la cátedra de  Historia del Derecho en la Universidad de Oviedo (17 de diciembre de 1944). En 1946 trasladó su cátedra a la Universidad de Valencia. En 1947 se desplazó cuatro meses a París becado por el Ministerio de Asuntos Exteriores a través de la Junta de Relaciones Culturales.
Acompañó a Pedro Casciaro en dos viajes exploratorios a México para iniciar la labor estable del Opus Dei en aquel país (1949). El hecho de ser catedrático español era una buena carta de presentación en las universidades americanas, singularmente en las de habla hispana. Además, tenía familiares en México, los Martínez Pando. El hermano de su madre, su tío Facundo Martínez, había ido a México a hacer las Américas. Allí se había establecido y prosperado económicamente. Sus parientes mexicanos le facilitaron contactos y gestiones. De la Concha se estableció primero en Culiacán y después en México D.F. ejerciendo la docencia universitaria.
Regresó a España reintegrándose como catedrático de Historia del Derecho en la Universidad de Salamanca (1954-1960), donde fue decano de la Facultad de Derecho y director del Colegio Mayor Fray Luis de León. Durante esos años compartió sus inquietudes políticas y académicas, enmarcadas en la renovación de la vida universitaria, con un grupo de profesores formado por: José María Ramos Loscertales, Joaquín Ruíz-Jiménez, o Antonio Tovar.
Tiempo después se desvinculó del Opus Dei. Posteriormente se trasladó a la Universidad de Oviedo, donde ocupó la cátedra de Historia del Derecho. De esa etapa son célebres sus cenas con alumnos en alguna fonda de la ciudad, al acabar cada curso académico, donde cantaba en los postres del convite las calificaciones del curso académico.
Fue fundador y director de los “Itinerarios Históricos”; y miembro del Instituto de Estudios jurídicos del CSIC - Ministerio de Cultura. 
Se casó en la madurez con la profesora, filóloga y escritora Julia Ibarra Pérez-Campoamor. No tuvieron descendencia.
Falleció en Oviedo el 7 de octubre de 2000, a los 84 años de edad.

## Premios y Distinciones
Entre otros, recibió los siguientes premios y distinciones:
- Becario del Instituto Francisco de Vitoria, CSIC, en la sección de Estudios Históricos (1941-1943).
- Premio extraordinario de doctorado (1943).
- Premio Menéndez Pelayo del CSIC en 1946, por su tesis doctoral sobre “La Presura”.
- Pensionado en París por la Junta de Relaciones culturales del Ministerio de Asuntos Exteriores (junio de 1947).
- Profesor Honorario de la Universidad Autónoma de México (1949).
- Gran Cruz de San Raimundo de Peñafort (1985).

## Publicaciones
- La presura Anuario de Historia del Derecho Español, XIV (1943), pp. 382-468.
- La presura. Los primeros siglos de la ocupación de tierras en la Reconquista, Madrid, 1946. 152 pp.
- Un dictamen de d. José Carvajal y Lancaster sobre el “Juicio de Residencia, Anuario de Historia del Derecho Español, XIV (1942-1943), pp.635-638.
- El Almirantazgo de Sevilla, Anuario de Historia del Derecho Español, XIX (1948-199 ), pp. 459-525.
- Necrológica: El Excmo. Sr. D. Ramón Prieto Bances, Anuario de Historia del Derecho Español, XLIII, (1973), p. 627.
- Algunas notas sobre la Historia de la Universidad de Oviedo: discurso inaugural del curso 1978-1979, Oviedo, 1978.
- Del Canciller Mayor de Navarra. Un extraño caso de supervivencia medieval, Anuario de Historia del Derecho Español, L (1942-1943), pp. 753-768.
- Discurso homenaje. Acto académico en memoria de D, Ramón Prieto Bances, en R. Prieto Bances, Obra completa, Oviedo, 1976.